# Czyżewka
Czyżewka (niem. Schrödershof) – osada leśna w Polsce położona w województwie zachodniopomorskim, w powiecie choszczeńskim, w gminie Choszczno. W latach 1975–1998 miejscowość administracyjnie należała do województwa gorzowskiego. Osada wchodzi w skład sołectwa Suliszewo.

## Geografia
Osada leży ok. 3 km na wschód od Suliszewa.